# Non stop (programma televisivo)
Non stop - Ballata senza manovratore è stato un programma televisivo italiano di intrattenimento, trasmesso tra il 1977 e il 1979 sulla Rete 1 il giovedì in prima serata.

## Produzione

### Ballata senza manovratore
Non stop nacque nel primo periodo successivo alla Riforma RAI, un momento particolare nel quale gli autori televisivi si occupavano quasi esclusivamente di sperimentazione innovativa, sia nel linguaggio che nel format. L'idea sostanziale, decisamente rivoluzionaria rispetto ai canoni tradizionali imposti dal varietà sino ad allora, fu istituire un programma che non prevedesse la figura del conduttore/presentatore (ritenuto in passato fondamentale, anche per garantire coerenza ai contenuti trasmessi), lasciando completamente la scena a una sequenza ininterrotta e caotica di cabaret, musica e ballo, mantenendo comunque una certa continuità (da qui il sottotitolo apparentemente enigmatico ballata senza manovratore).
L'unità del contenitore (e del messaggio) veniva quindi garantita dalle esibizioni comiche, collegate da balletti o canzoni, dalle scenografie, sgargianti e aggressive sia dal punto di vista cromatico che cinetico (per sfruttare appieno, nel caso della seconda serie, il nuovo sistema a colori PAL) e da un ritmo incalzante, adeguato alle nuove abitudini del pubblico e dettate principalmente dall'introduzione del telecomando e del conseguente zapping.
Questo tipo di format darà luogo a una serie illimitata di imitazioni, prima fra tutte quella del successivo Drive In di Antonio Ricci.
Durante la prima serie, per rafforzare il concetto di "staffetta", viene introdotto un curioso e piccolo pupazzo simile, appunto, al "testimone" utilizzato nella corsa tradizionale. Tale oggetto viene passato di mano in mano agli artisti che si esibiscono in quel momento sullo schermo.
La trasmissione venne realizzata a Torino.

### Non stop, fucina di talenti
Oltre al formato (forse per la prima volta un varietà televisivo era progettato senza particolari riferimenti agli schemi tipici del teatro, ma anzi il ritmo e l'incedere erano pensati specificatamente per il media televisivo), il successo del programma fu dovuto anche alla presenza di un nutrito gruppo di giovani comici e cabarettisti in gran parte esordienti. Tra loro meritano di essere ricordati Marco Messeri, Carlo Verdone, Massimo Troisi, Enzo De Caro e Lello Arena (nel trio napoletano La Smorfia), I Gatti di Vicolo Miracoli, I Giancattivi (trio Pratese/fiorentino comprendente Francesco Nuti, Athina Cenci e Alessandro Benvenuti), Zuzzurro e Gaspare. Nella prima stagione il fantasista Jack La Cayenne, consacrato il mangia-tazzine. Doveroso ricordare anche l'attore Ernst Thole (scomparso pochi anni dopo la sua partecipazione al programma), che con intelligenza e ironia interpretava il ruolo di un omosessuale. Non va poi dimenticata la cantante inglese Nancy Nova, che nella seconda stagione effettuava incursioni sul palcoscenico a metà programma interpretando una canzone in una lingua inventata dal titolo "Akiri non stop".
L'idea di realizzare un programma dedicato a nuovi talenti fu di Pippo Baudo, che la suggerì al dirigente Rai Bruno Voglino, il quale a sua volta incaricò in un primo momento dell'ideazione della trasmissione l'autore Marcello Marchesi, ma la sua idea non piacque. In un secondo momento l'incarico venne affidato a Giancarlo Magalli che ne ideò la formula definitiva e, assieme al giornalista appassionato di cabaret Mario Pogliotti, valutò una serie di giovani esordienti, scoperti nei teatrini off sparsi per l'Italia, attingendo in modo uniforme da tutte le regioni. Per molti di loro fu l'inizio di una fortunatissima carriera. La regia venne affidata in un primo momento ad Antonio Moretti che, a un mese dall'ingresso in studio, rinunciò e venne sostituito da Enzo Trapani che inserì come coautore il paroliere Alberto Testa.

### Un caos straordinario
Non Stop divenne subito una trasmissione cult, assunta a modello di una nuova comicità e di un nuovo modo di fare televisione, come ebbe a dire Nino Formicola  da esso derivarono i successivi ‘La sberla’ e ‘Drive-In’. Il merito va sicuramente agli autori, tra i quali spicca il regista Enzo Trapani, coadiuvati - per quello che riguarda i testi - da un promettente Giancarlo Magalli.
Dal punto di vista dei contenuti, oltre alla straordinaria abilità di tutti i comici selezionati, si devono ricordare alcune felici intuizioni surreali, come i "comizi" completamente inventati da Corrado Lojacono, la mimica facciale di Jack La Cayenne (che nella sigla d'apertura si mette in bocca una tazza da cappuccino o una brioche intera), un simpatico Mangiafuoco interpretato da Osiride Pevarello, i tre pompieri clowneschi (uno sovrappeso, un nano e uno smilzo, divenuti nel tempo simbolo della trasmissione) e il coro operistico che intona il Va, pensiero.
Il tutto si svolgeva in ambienti coloratissimi, nei quali regnava sovrana un'allegra anarchia con tutti i personaggi posti al medesimo livello (mancando una figura gerarchicamente superiore, come appunto il conduttore). Non stop, da questo punto di vista, assieme ad altre trasmissioni dei tardi anni settanta (come Stryx; Odeon. Tutto quanto fa spettacolo o L'altra domenica) rappresentò efficacemente e compiutamente l'epoca rivoluzionaria e innovativa in cui è stata concepita gettando le basi per produzioni ed imitazioni future.

### Proffimamente non stop
Sempre con la regia di Enzo Trapani, ma senza riscuotere il successo delle prime due edizioni, nel 1987 fu prodotto Proffimamente non stop, in onda dall'8 gennaio 1987 al 4 marzo 1987 per 8 puntate su Rai 1, dove, come nella prima serie, furono proposti cabarettisti come Enzo Iacchetti, Piero Chiambretti, Antonio Petrocelli, Caterina Sylos Labini e artisti esordienti fra i quali spiccano Marco Milano, Maria Amelia Monti e Sabina Guzzanti.

### Non stop ...now
Il programma è stato riproposto in chiave moderna, negli stessi studi televisivi, nel mese di giugno 2023, in onda su Rai 2 alle 14:00. Il concetto iniziale è rimasto invariato: comici e artisti vari si sono esibiti alternandosi tra un palco e l'altro con il pubblico intorno.

## Ospiti
Prima stagione
- La Smorfia
- Marco Messeri
- I Gatti di Vicolo Miracoli
- Enrico Beruschi
- Corrado Lojacono
- Nicola Arigliano
- Asha Puthli
- Les Chocolat's
- El Pasador
- Ugo Fangareggi
- Matia Bazar (ospiti musicali)
- Pino Daniele (ospite musicale)
- Lucio Dalla (ospite musicale)
- Linda Lee (ospite musicale)
- Amanda Lear (ospite musicale)
- Francesco Vairano (Il Letto a Quattro Piazze)
- Enrico Olivieri (Il Letto a Quattro Piazze)
- Marina Bellini (Il Letto a Quattro Piazze)
- Lucretia Love (Il Letto a Quattro Piazze)
- Jack La Cayenne
- Boris Makaresko
- Yor Milano
- Tony Scott (musicista) (ospite musicale)
- Franco Cerri (ospite musicale)

Seconda stagione
- Carlo Verdone
- Giancattivi
- Stefania Rotolo
- Zuzzurro e Gaspare
- Ernst Thole
- Raf Luca
- Nancy Nova
- Massimo De Rossi
- Renato 33

Ospite di una puntata fu un giovanissimo Pino Daniele. Tra gli ospiti dei momenti musicali si devono ricordare Lucio Dalla, i Matia Bazar, Amanda Lear, i jazzisti Tony Scott e Franco Cerri, e gli ospiti fissi Paolo Zavallone, Nicola Arigliano (nei panni di un rude cowboy) e la cantante indiana Asha Puthli.

## Stagioni
- Prima stagione:
6 puntate dal 27 ottobre al 30 novembre 1977[2].
- Seconda stagione:
6 puntate dal 28 dicembre 1978 al 1º febbraio 1979.

## Sigle
La sigla della prima stagione della trasmissione venne scritta da Paolo Zavallone, in arte El Pasador, che la pubblicò nel 45 giri Non Stop su etichetta New Polaris nel 1977. Per la seconda stagione la sigla di testa veniva invece cantata da Nancy Nova, che la pubblicò come singolo d'esordio con il titolo Akiri Non Stop per l'etichetta discografica Derby nel 1978. Ne seguì anche un album, con il medesimo titolo Akiri Non Stop, sempre del 1978. Sigla di coda della seconda stagione della trasmissione era invece Spaccotutto, cantata da Stefania Rotolo e pubblicata nel 45 giri Spaccotutto/L'amore è nell'aria nello stesso anno dalla RCA Original Cast. Sempre nel 1978 venne inoltre pubblicato l'album Non Stop dall'etichetta discografica CGD, in formato LP e musicassetta, contenente, oltre alle due sigle cantate da Nancy Nova e Stefania Rotolo, vari sketch tratti dalla seconda stagione della trasmissione.

## Accoglienza
"[...]prima puntata di Non stop: show con alti e bassi, ma estroso e galoppante, con molto movimento, dove il regista Trapani ha utilizzato parecchi attori di cabaret." (Ugo Buzzolan, La Stampa 28/10/1977)